# Thiodiodes
Thiodiodes là một chi bướm đêm thuộc phân họ Olethreutinae trong họ Tortricidae.

## Các loài
- Thiodiodes seeboldi (Rossler, 1877)